# Pantoclis brachyura
Pantoclis brachyura är en stekelart som först beskrevs av Thomson 1858.  Pantoclis brachyura ingår i släktet Pantoclis, och familjen hyllhornsteklar. Arten är reproducerande i Sverige.